# Bielzenblues
Bielzenblues is een Nederlandse stripreeks bedacht door Maarten Pathuis. 

## Inhoud
De strip gaat over twee pendelaars genaamd Wim en Henk die dagelijks de trein nemen naar hun werk en daar in vaak herkenbare situaties belanden.

## Publicatiegeschiedenis
De strip verscheen van 1999 tot 2002 dagelijks in de Nederlandse krant Metro. 
De strip werd echter stopgezet doordat Pathuis een inspiratiegebrek had. In 2001 werden de strips gebundeld in een album.
Op vrijdag 6 juni 2008 maakte de strip een eenmalige rentree in de metro. Vanwege de Haarlemse stripdagen was er geen Scribbly (de huidige strip) meldde het eerste plaatje. Snel namen Henk en Wim hun oude plek weer in: 'Geniet van het moment, Wim! Maandag is Scribbly weer terug'.

## Album
1. Vrienden (2001)[3][4]